# Luis Ricaurte
Luis Ricaurte (Nariño, 10 de mayo de 1964) es un  artista visual y diseñador colombiano naturalizado en México. Es considerado el creador de la técnica artística denominada lasergrafía. Sus exposiciones ascienden a 45 individuales y más de 100 colectivas en América Latina, Estados Unidos, Europa y Asia. Es fundador y director del Taller de Experimentación Gráfica y del Laboratorio de Investigación Gráfica, ambos con sede en la Ciudad de México. Además, ha desarrollado proyectos de diseño arquitectónico, industrial y de interiores a través de la conjugación de elementos artístico-tecnológicos.

## Estilo y temáticas
El estilo de la obra de Ricaurte va desde el realismo hasta el abstraccionismo pasando por el geometrismo. Algunos de los temas recurrentes en su producción artística son el mestizaje, la mujer, la ancianidad, la miseria, el tiempo, la sensualidad y el erotismo. En sus diversas series ha desarrollado temás más específicos relacionados íntimamente con su biografía; de este modo, aspectos como el desarrollo social y tecnológico son abordados en las series Prótesis y Desencanto y Prometeo. Trabaja la desmitificación y desacrilización del objeto artístico en A Ras de Piso a través de la ironía como recurso para despojar a las obras maestras de su valor eterno y universal. Incluye además en su obra el racismo que sufre la comunidad negra por parte de la sociedad colombiana en LookUmi y Pilambe. Tirar la piedra y esconder la mano.

## Lasergrafía
Caracterizada por un amplio uso de tecnología digital, pero al mismo tiempo de medios artesanales, la lasergrafía es una técnica de arte gráfico que se logra a través de la impresión láser en diversos materiales (principalmente madera) de dibujos realizados en computadora. Gran parte de la producción artística de Ricaurte se basa en la lasergrafía. El desarrollo de esta técnica nació en el Taller de Experimentación Gráfica ubicado en la Colonia Doctores en la Ciudad de México.
Inicialmente, la lasergrafía comenzó utilizando el láser CO2, que genera la impresión a través de la combustión de materiales como papel, madera y acrílico. Sin embargo, Ricaurte ha reemplazado su uso por el láser que genera calor directo en lugar de combustión, permitiéndole trabajar con materiales como metal y vidrio. Una aportación sobresaliente de la lasergrafía de Ricaurte es la laserxilografía en la que incluye la fotografía y la escala de grises en el proceso artístico.
Algunas de las obras de Ricaurte realizadas con lasergrafía, principalmente aquellas de madera y metal, además de ser piezas únicas, se convierten en placas susceptibles de ser entintadas y posteriormente impresas en otros materiales como papel. En palabras de Luis, la posibilidad de reproducir lo que podría ser una pieza única "cumple con el principio emancipador y democratizador de la gráfica popular". A propósito, Ricaurte menciona la tradición gráfica mexicana como una importante influencia en su obra, principalmente el trabajo de José Guadalupe Posada y Francisco Toledo.

## Colecciones
Piezas de la autoría de Ricaurte forman parte de las colecciones de diversos museos como Museum of Latin American Art (Estados Unidos), Museo Nacional de la Estampa (México), Museo de Arte Contemporáneo de Teherán (Irán), Instituto Ibero-Americano (Alemania), Museo Nacional de Bellas Artes (Cuba), Museo de Arte Contemporáneo de Santiago (Chile), Biblioteca Nacional de España (España), Museo Nacional de Arte (Bolivia) y Museo Nacional de Artes Visuales (Uruguay).

## Distinciones
Ricaurte ha recibido distinciones en su natal Colombia pero también en México y Estados Unidos. Fue invitado por el Tamarind Institute de la Universidad de Nuevo México para el desarrollo de dos ediciones en litografía y en 2011 la Universidad Nacional Autónoma de México, institución en donde obtuvo su maestría en Historia del Arte, le rindió homenaje por su contribución al mundo de la gráfica con su técnica de lasergrafía.

## Exposiciones

### Individuales
1994
Human Scheme
- Mangel Art Gallery

1999
Un Banquete de Boca para mis Amigos
- Instituto Tecnológico y de Estudios Superiores de Monterrey Plantel Estado de México

2001
View of Machine
- Casa Visión 15

2004 - 2006
A Ras de Piso
- Instituto de Artes Gráficas de Oaxaca
- Museo Taller Erasto Cortés
- Festival Internacional Música del Mar
- X Festival Iberoamericano de Teatro de Bogotá

Kal-Ku-Lo (Por No Grafiar)
- Centro de Arte Contemporáneo La Casona de los Olivera

Opus Senectus
- Museo La Tertulia

2008
Profilaxis
- Centro Cultural Ricardo Rojas
- Instituto Italiano de Cultura de la Ciudad de México

2010
LookUmi
- Galería Quetzalli
- Vagabundeo, Galería Virtual de Canal 22

2011
Karabali
- Galería Quetzalli
- Instituto Municipal de Arte y Cultura de Tijuana
- Universidad Tecnológica de Tijuana

2013
Pilambe. Tirar la piedra y esconder la mano
- Centro Cultural Antiguo Colegio Jesuita
- Centro Cultural Clavijero
- Centro Regional de las Artes de Michoacán

### Colectivas
2007
- Shanghai Art Fair (China)

2011
- La Máo Da America (Galería Marta Traba, Brasil)
- Visiones del arte mexicano (Centro Cultural "Luis Cardoza y Aragón", Guatemala)

2014
- Aliados (Museo Nacional de la Estampa, México)
- Viva la Muerte (University of Oregon, Estados Unidos)
- Sin Límites (Instituto Cultural de México en Viena, Austria)

2015
- Trazo Urbano VLC (Sala de exposiciones Josep Renau, España)

2019
- Da vinci, Homo Universalis (Palazzo Spinola, Italia)
- Mapa y territorio (Alianza Francesa de Cali, Colombia)

2021
- Coloquio de Gráfica Cancún (México)